# Headspin to Backspin
Headspin to Backspin var ett TV-program på Öppna Kanalen i Stockholm 2003, producerat av Tumlarmedia. Programmet leddes av Tor Rauden Källstigen, Jana Johansson och Jakob Elmgren och hade premiär den 19 januari 2003. Programmet sändes varje söndag klockan 20:30 under våren 2003. De tre första programmen sändes från Öppna Kanalens studio i Medborgarhuset på Södermalm. Resterande program spelades in i en källarlokal i Skärmarbrink. All teknik sköttes av gymnasietekniker.
TV-programmets syfte var att bevaka den svenska indiepopscenen. Under programseriens gång intervjuades en rad artister strax innan sina genombrott. Livespelningar filmades i såväl TV-studio, som i artisternas egna lägenheter och replokaler. Förutom popmusik förekom även pyroteknik och framstående kortfilmsproducenter.
Tidningen Nöjesguiden refererade till Headspin to Backspin som "Ett program för unga Metropolis-besökare i randiga tröjor, som fick oss att undra hur indie det rimligtvis kan bli - ett indiepopfanzine i brusig handycamkvalitet på den enda riktigt oberoende kanalen".

## Medverkande artister, urval
- The Knife
- Hugo Ball
- Lo-Fi-Fnk
- Marit Bergman
- Peter Bjorn and John
- Andreas Tilliander
- The Radio Dept
- Sagor & Swing
- Pluxus
- Slagsmålsklubben
- Paris
- Florian
- CDOASS
- Corduroy Utd.
- Puss
- Moder Jords Massiva
- Free Loan Investments
- Most Valuable Players
- Chloe
- Paddington Distortion Combo
- Bremen Brotröster GmbH

## Videoklipp från Headspin to Backspin
- Samtliga Headspin to Backspin-videoklipp på Youtube (sökning)
- The Knife-intervju
- Lo-Fi-Fnk live i studion på Södermalm
- Pluxus live på Kulturhusterrassen
- Slagsmålsklubben-intervju
- Inslag från Hultsfredsfestivalen 2003